# Walking on Cars
«Walking on Cars» (укр. Ходільці по автівках) — ірландський інді-поп гурт, що складається з 4 чоловік. Їх дебютний сингл «Catch Me If You Can», випущений у 2012 році, зайняв перше місце в Irish iTunes chart. 21 серпня 2020 року гурт оголосив, що розпадається. За час свого існування вони випустили 2 повноформатні альбоми, 3 міні-альбоми та зняли 10 музичних відео.

## Історія

### Створення гурту (2010—2011)
У 2010 році п'ять шкільних друзів почали виступати на місцевих майданчиках та в клубах у своєму рідному місті Дінгл, графство Керрі.

У середині 2011 у їх творчості почався активніший процес. Повністю віддавшись своїм музичним амбіціям, група орендувала хатину на півострові Дінгл і буквально відгородилися від людей, від світу, від технологій і грали там. Там же вони робили демо-записи і писали музику. Сорча Дергем так описувала той час:
«Місце, яке ми орендували, було справжнім старовинним котеджем, де у нас не було ні телевізора, ні телефону, ні інтернету, ні транспорту. Ми були там півроку — лише наше обладнання та ми. Це був дивовижний час, ідеї з'являлися постійно.»

### Перший успіх (2012)
У 2012 році гурт Walking on Cars здобули популярність на національному рівні не лише завдяки перемозі у конкурсі Redbull Bedroom Jam 2012, а й тому що у їх дебютного синглу «Catch Me If You Can» була велика ротація на радіо. В результаті ця композиція досягла 27 позиції у Irish Singles Chart, де й залишалася понад 20 тижнів. Також дебютний сингл також досяг 1-го місця в iTunes chart.
Наступна композиція, «Two Stones» — другий сингл групи, досяг 12 місця в Irish Singles Chart.

Гурт почав виступати по всій Ірландії. Учасники почали замислюватися про своє майбутнє як група. Сорча Дергем так тоді говорила про це все:
«Ми зараз на стадії, де ми повинні приймати величезні рішення щодо наступного етапу нашої кар'єри. В даний час ми повністю незалежні — ми фінансуємо все, і це водночас і захоплююче, і складно.»

### Міні-альбоми As We Fly South та Hand in Hand (2013—2014)
21 червня 2013 року Walking on Cars випустили свій перший міні-альбом під назвою «As We Fly South», який був записаний в студії Attica Audio, графство Донегол, Ірландія, і продюсером виступив Том МакФолл (який працював з такими гуртами, як: R.E.M., Snow Patrol, Bloc Party, Editors).
Подальші сингли, а також пісні з їхнього нового міні-альбому «Hand in Hand», який вийшов 1 січня 2014 року, публіка сприйняла так само добре; на їх виступи у невеликих концертних закладах в Дубліні постійно повністю розпродають квитки і пісні з цього альбому стали хітами на фестивалі «Other Voices 2013» у їх рідному місті Дінгл.

### Контракт з лейблом і початок роботи на повноцінним альбомом (2014—2015)
Ріст гурту та їх впевненість збіглися з постійно зростаючим галасом навколо групи в першій частині 2014 року. У лютому того ж року вони влаштували концерт, на який завітали представники багатьох лейблів, які були вражені зрілістю їхнього звучання, голосом Патріка Шихі та вдумливими текстами. Гурт розглядав можливість підписати контракт з Universal Ireland, але вони добре усвідомлювали, наскільки обмеженим може бути ірландський лейбл.

Тому все ж вони підписали контракт з британським лейблом Virgin EMI після обіду в студії Abbey Road. Патрік Шихі так згадує це:
"Ближче до кінця обіду один із хлопців виголосив цю по-справжньому щиру промову в стилі «Хороброго серця», і це насправді подіяло. У всіх за столом були емоції на кшталт: «Таак! Давайте зробимо це!»
Більшу частину літа 2014 року гурт провів між Дінглом та Лондоном, де вони записували треки для свого дебютного альбому, який планували випустити на початку наступного року, але через різні обставини він вийшов тільки у 2016 році.
Композиція «Hand in Hand» із однойменного альбому був вибрана представляти Ірландію на  North Vision Song Contest у 2015 року, що проходив у Ізраїлі, де вони зайняли 17 місце.

### Дебютний альбом Everything This Way (2016—2017)
23 червня 2015 року група випустила сингл з дебютного альбому «Speeding Cars», який у подальшому став найпопулярнішою композицією гурту. Також на цей трек було відзнято музичне відео, яке знімали у рідному місті гурту. Відео містить традиційні ірландські елементи: човен, барабанну процесію та огамічну писемність. Також у ньому знялися друзі та сім'ї учасників гурту:
9 січня 2016 року вони випустили свій перший повноформатний альбом «Everything This Way», відзначаючи дебют альбому виступами у музичних магазинах по всій Ірландії.

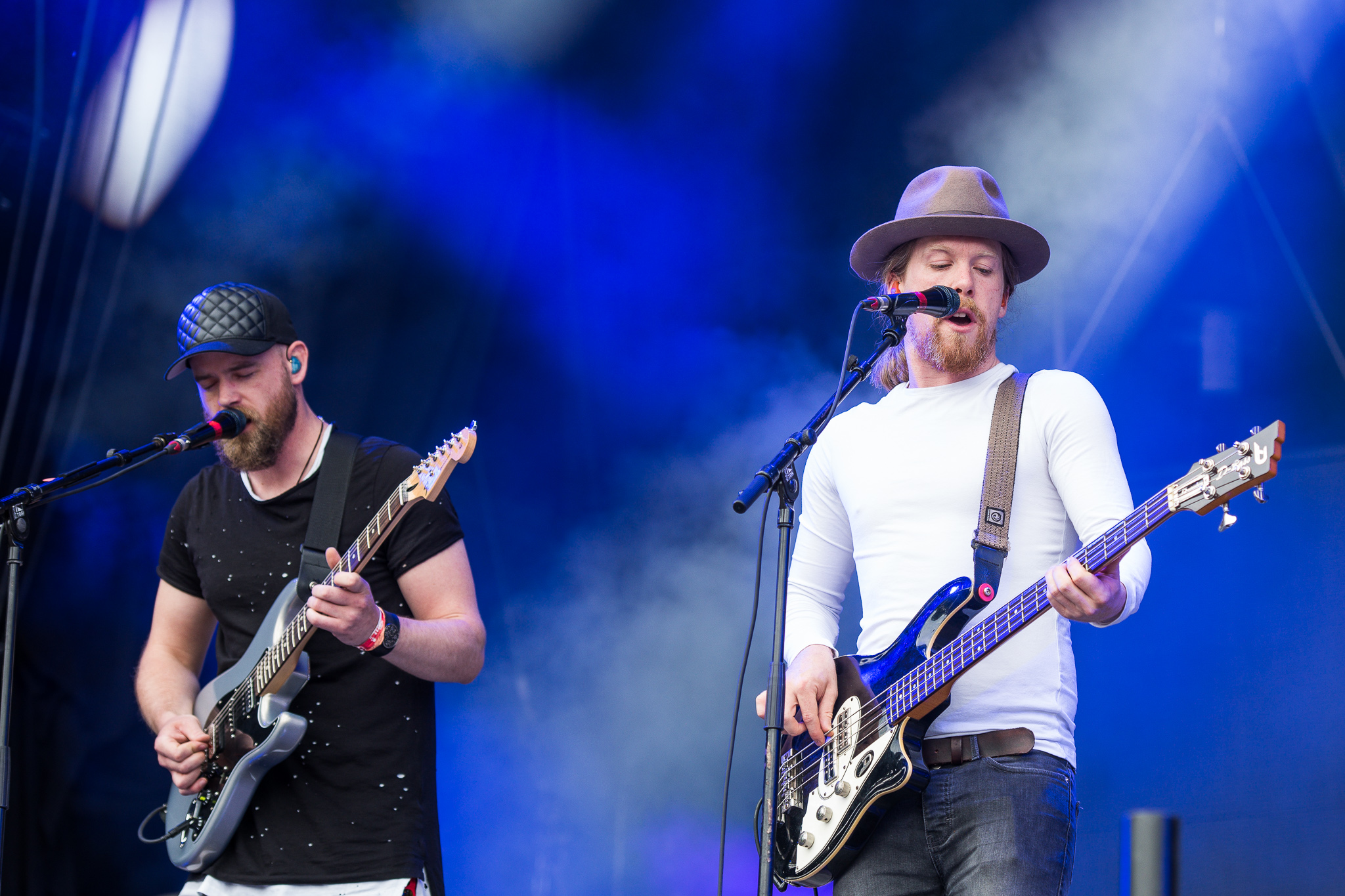
Walking on Cars виступають на «Rock am Ring» у 2016

Гурт взяв участь у «Rock am Ring», який проходив з 3 до 5 червня 2016 у місті Мендіг, Німеччина. Вони виступили на розігріві у своїх знаменитих співвітчизників Kodaline.
6 жовтня 2016 року вони випустили ще один кліп на композицію з їх дебютного альбому — «Don't Mind Me».
Загалом альбом отримав похвальні відгуки. Багато видань відзначали «потужну і драматичну музику, в якій досить широко використовуються синтезатори, гітарні рифи та потужний вокал Патріка Шихі», а також схильність до ніжних фортепіанних вступів, які чудово виконала піаністка Сорча Дергем. Також альбом досяг першого місця у Irish Albums Chart та пробув там три тижні. В подальшому альбом став двічі платиновим у Ірландії. З 2016 року музиканти вирушили в світовий тур.

### Colours, міні-альбом Clouds та розпад гурту (2018—2020)
У 2018 році гурт вирішив покинути Ден Деване, Патрік Шихі так прокоментував це:
«Він вирішив, що з нього досить, і ми мусимо це прийняти і поважати. Очевидно, це було шоком для всіх нас. Але як я вже казав, ми повинні були це поважати і рухатися далі.»
7 грудня 2018 року Walking on Cars випустили перший сингл  під назвою «Monster» з їх майбутнього альбому «Colours» а також анонсували дату виходу альбому. На новий сингл було відзняте відео, та у лютому 2019 року вийшло відео про зйомки цього кліпу.
8 лютого 2019 було презентовано другий їх сингл — «Coldest Water», на який, у березні того ж року, вийшло й музичне відео.
А вже 12 квітня 2019 року вони випустили свій другий повноформатний альбом під назвою «Colours», який досяг другого місця у Irish Albums Chart.
У 2020 році сингл «Monster» був використаний як початкова тема до серіалу від компанії Netflix — «Незнайомка».
21 серпня 2020 року гурт оголосив, що розпадається. В цей же день вони випустили міні-альбом «Clouds».

## Учасники гурту
На момент розпаду гурту, він мав такий склад:
- Патрік Шихі — вокал, фортепіано, гітара (2010 - серпень 2020)
- Сорча Дергем — фортепіано, вокал (2010 - серпень 2020)
- Еван Гаднетт — барабани (2010 - серпень 2020)
- Пол Фланнері — бас-гітара, вокал (2010 - серпень 2020)

### Колишні учасники
- Ден Деване — гітара (2010 - лютий 2018)

## Дискографія

### Студійні альбоми
| Назва               | Деталі                                                                   | Irish Albums Chart |
| ------------------- | ------------------------------------------------------------------------ | ------------------ |
| Everything This Way | - Дата виходу: 29 січня, 2016 - Лейбл: Virgin EMI - Формати: CD, онлайн  | 1                  |
| Colours             | - Дата виходу: 12 квітня, 2019 - Лейбл: Virgin EMI - Формати: CD, онлайн | 2                  |

### Міні-альбоми
| Назва           | Деталі                                              | Irish Albums Chart |
| --------------- | --------------------------------------------------- | ------------------ |
| As We Fly South | - Дата виходу: 21 червня, 2013 - Лейбл: самовидання | —                  |
| Hand in Hand    | - Дата виходу: 1 січня, 2014 - Лейбл: Virgin EMI    | —                  |
| Clouds          | - Дата виходу: 21 серпня, 2020 - Лейбл: самовидання | 13                 |

### Сингли
| Назва                 | Рік  | Irish Singles Chart | Альбом              |
| --------------------- | ---- | ------------------- | ------------------- |
| «Catch Me If You Can» | 2013 | 27                  | Everything This Way |
| «Two Stones»          | 2013 | 12                  | Everything This Way |
| «Tick Tock»           | 2013 | 8                   | Everything This Way |
| «Hand in Hand»        | 2014 | 19                  | Everything This Way |
| «Always Be with You»  | 2014 | 39                  | Everything This Way |
| «Speeding Cars»       | 2015 | 11                  | Colours             |
| «Monster»             | 2018 | —                   | Colours             |
| «Coldest Water»       | 2019 | 72                  | Colours             |

### Музичні відео
| Назва                                                                | Рік  |
| -------------------------------------------------------------------- | ---- |
| «Two Stones [Архівовано 24 червня 2021 у Wayback Machine.]»          | 2013 |
| «Tick Tock [Архівовано 24 червня 2021 у Wayback Machine.]»           | 2013 |
| «Hand in Hand [Архівовано 24 червня 2021 у Wayback Machine.]»        | 2014 |
| «Always Be with You [Архівовано 4 травня 2021 у Wayback Machine.]»   | 2015 |
| «Catch Me If You Can [Архівовано 24 червня 2021 у Wayback Machine.]» | 2015 |
| «Speeding Cars [Архівовано 4 травня 2021 у Wayback Machine.]»        | 2015 |
| «Don't Mind Me [Архівовано 24 червня 2021 у Wayback Machine.]»       | 2016 |
| «Monster [Архівовано 24 червня 2021 у Wayback Machine.]»             | 2019 |
| «Coldest Water [Архівовано 24 червня 2021 у Wayback Machine.]»       | 2019 |
| «Too Emotional [Архівовано 24 червня 2021 у Wayback Machine.]»       | 2019 |